# Tolino vision 4 HD
Der Tolino vision 4 HD ist ein E-Book-Reader der Tolino-Allianz, bestehend aus den führenden deutschen Buchhändlern und der Deutschen Telekom. Er ist der Nachfolger des Tolino vision 3 HD. Design und Größe des Tolino vision 4 HD unterscheiden sich nicht vom unmittelbaren Vorgänger.
Der bereits von den Vorgängermodellen bekannte „Wasserschutz“ ist auch beim Vision 4 HD vorhanden, auch die spezielle Blätterfunktion „tap2flip“ und der 6-Zoll-Bildschirm mit weiterhin 1448 × 1072 Pixeln (300 Pixel pro Inch). Der E-Book-Reader bietet einen Hall-Sensor, der die Nutzung sogenannter „intelligenter“ Schutztaschen erlaubt.
Unterschiede zum Vorgängermodell sind der mit 8 GB doppelt so große interne Speicher sowie die Hintergrundbeleuchtung, deren Farbtemperatur sich abhängig von der Tageszeit oder auch manuell regeln lässt, um beispielsweise weniger blaues Licht zu emittieren.
Am 16. Oktober 2019 wurde mit dem Tolino vision 5 das Nachfolgemodell veröffentlicht. Wegen der Übernahme der Tolino-Allianz durch Rakuten Kobo gibt es große Unterschiede zum Vorgänger.

## Technische Daten
| Abmessungen               | 163 mm × 114 mm × 8,1 mm                                                                               |
| Gewicht                   | 175 g                                                                                                  |
| Bildschirmtechnik         | E-Ink (E-Paper) „Carta HD Display“ mit kapazitivem Touchscreen und Beleuchtung                         |
| Bildschirmdiagonale       | 15,24 cm (6,0″)                                                                                        |
| Auflösung                 | 1448 × 1072 Pixel, 300 ppi                                                                             |
| Schriftarten              | 6 vorinstallierte Schriftarten und 7 Schriftgrößen, E-Ink optimiert                                    |
| Prozessor                 | ARMv7 rev 10 (Freescale i.MX6 SoloLite), 1 GHz                                                         |
| Arbeitsspeicher           | 512 MB RAM                                                                                             |
| Speicher                  | 8 GB interner Flash-Speicher, davon 6 GB nutzbar                                                       |
| Akku                      | 1500 mAh („bis zu 7 Wochen Akkulaufzeit“)                                                              |
| Konnektivität             | MicroUSB, WLAN (802.11 b/g/n)                                                                          |
| Betriebssystem            | Android 4.0.4                                                                                          |
| aktuelle Softwareversion  | 16.2.0                                                                                                 |
| unterstützte Dateiformate | EPUB (mit und ohne DRM), PDF (mit und ohne DRM), TXT                                                   |
| Extras                    | wassergeschützt, tap2flip (Antippen der Rückseite zum Umblättern), integrierter Webbrowser, Nachtmodus |